# Большая любовь (фильм, 2006)
«Больша́я любо́вь» — российский комедийный художественный фильм режиссёра Дмитрия Фикса, снятый в 2006 году.
Премьера фильма в кинотеатрах России состоялась 16 февраля 2006 года.

## Сюжет
Август 1962 года. Грядёт сокращение советских вооружённых сил. Генерал-майор Антон Иванович Улыбабов (Михаил Пореченков), участвовавший в боях за Родину, убеждённый холостяк, любитель выпить, получает приказ жениться в течение двух недель — в противном случае ему грозит увольнение из армии.
В поисках невесты генерал летит из Курска в Москву рейсовым самолётом. Во время полёта неадекватный пассажир, считающий себя датчанином, выхватывает маузер и, приставив его к голове стюардессы, требует лететь в Копенгаген. Улыбабов нейтрализует его, спасает стюардессу и предотвращает попытку угона авиалайнера. Затем Улыбабов пытается завязать знакомство Калерией, но та отказывается с ним общаться.
В Москве Улыбабов обращается к услугам профессиональной свахи, которая подбирает ему невесту — красавицу-стюардессу Калерию (Юлия Меньшова), дочь маршала, женщину строгих правил. Оказывается, что эта невеста и есть та стюардесса, которую генерал спас на борту самолёта. Выясняется, что с юности у девушки есть предубеждение — не выходить замуж за военных. Первый муж Калерии, военный лётчик-испытатель, погиб, а ещё раньше гадалка нагадала, что военные будут приносить ей одни несчастья. Поэтому, увидев генерала рядом со свахой, потенциальная невеста просто убегает.
Вскоре генерал заходит в гости к Константину, своему московскому фронтовому другу, который во время Великой Отечественной войны трое суток тащил Антона на себе, выходя из вражеского окружения. Но друга нет дома, а дверь Антону открывает соседка друга по коммунальной квартире — та самая бортпроводница Калерия.
Калерия живёт в коммунальной квартире и в её комнате дверь захлопнулась на замок, который Калерия пытается открыть с помощью ножа. Улыбабов помогает открыть замок, говорит, что замок нужно починить и берётся сделать это.

## В ролях
| Актёр             | Роль                                                                     |
| ----------------- | ------------------------------------------------------------------------ |
| Михаил Пореченков | Антон Иванович Улыбабов, генерал-майор                                   |
| Юлия Меньшова     | Калерия Степановна (Лера), стюардесса авиакомпании «Аэрофлот»            |
| Инна Макарова     | Софья Михайловна, мать Антона                                            |
| Анатолий Васильев | Семён Кантемиров, Герой Советского Союза, генерал-лейтенант, друг Антона |
| Галина Петрова    | Сюзанна Павловна, сваха                                                  |
| Жанна Эппле       | Таня, стюардесса, коллега Калерии                                        |
| Анна Уколова      | Наташенька, гаишница                                                     |
| Олег Долин        | Олег, ухажёр Калерии                                                     |
| Ольга Добрина     | Рита, кондуктор в столичном городском автобусе                           |
| Геннадий Митник   | Константин Аркадьевич, московский фронтовой друг Антона                  |
| Олег Акулич       | террорист в самолёте                                                     |
| Лариса Панченко   | Марьяна, жена Кантемирова, сестра Антона                                 |
| Ёла Санько        | Калерия Степановна Полторак                                              |
| Игорь Арташонов   | таксист                                                                  |